# Scytodes oswaldi
Scytodes oswaldi är en spindelart som beskrevs av Lenz 1891. Scytodes oswaldi ingår i släktet Scytodes och familjen spottspindlar.
Artens utbredningsområde är Madagaskar. Inga underarter finns listade i Catalogue of Life.